# Kaltenleutgeben
Kaltenleutgeben osztrák mezőváros Alsó-Ausztria Mödlingi járásában. 2022 januárjában 3345 lakosa volt. 

## Elhelyezkedése

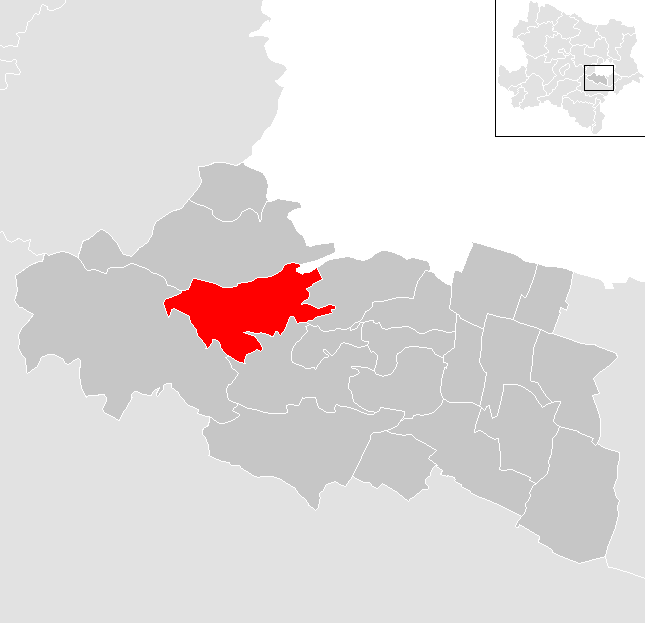
Kaltenleutgeben a Mödlingi járásban

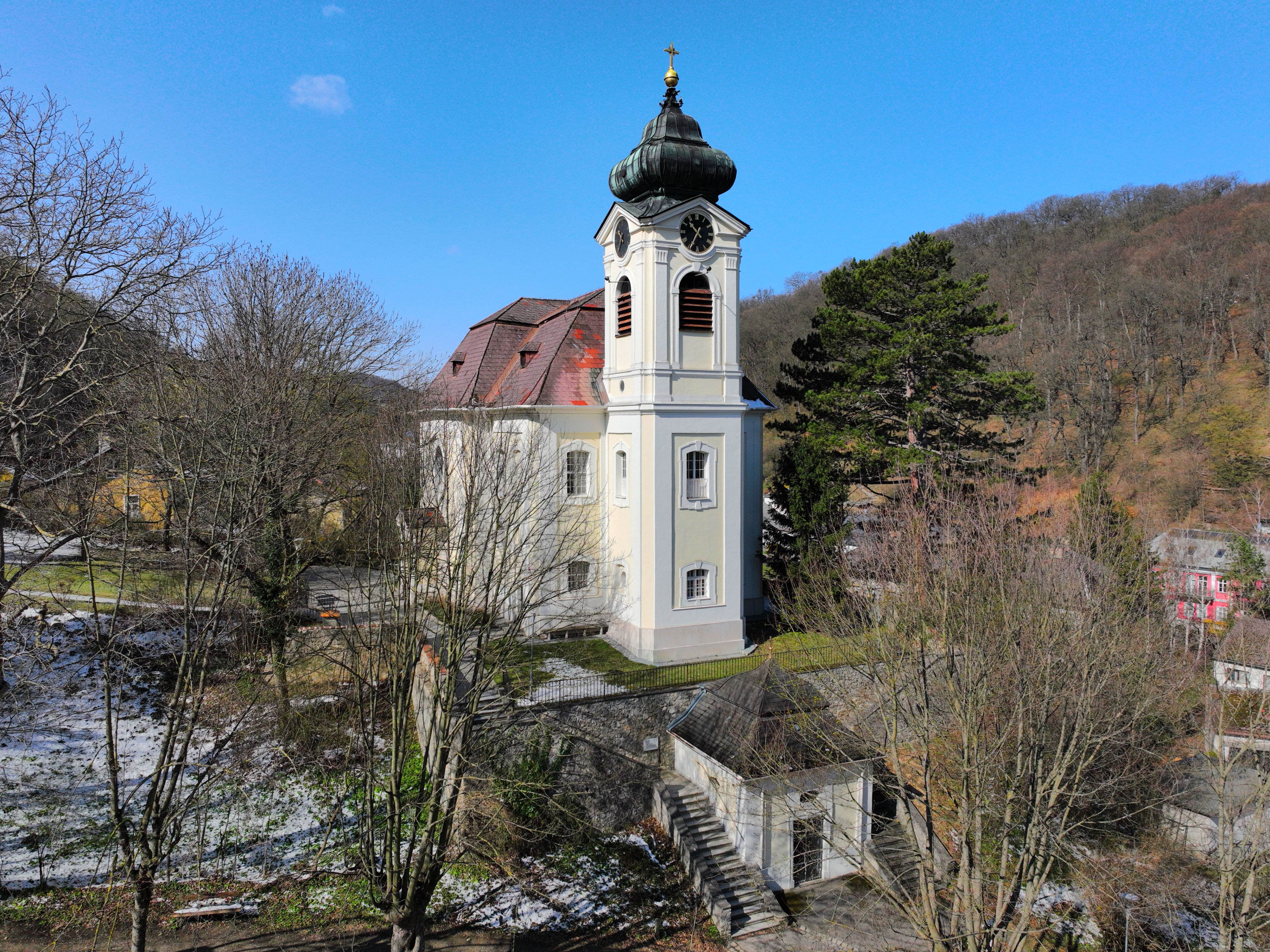
A Szt. Jakab-plébániatemplom

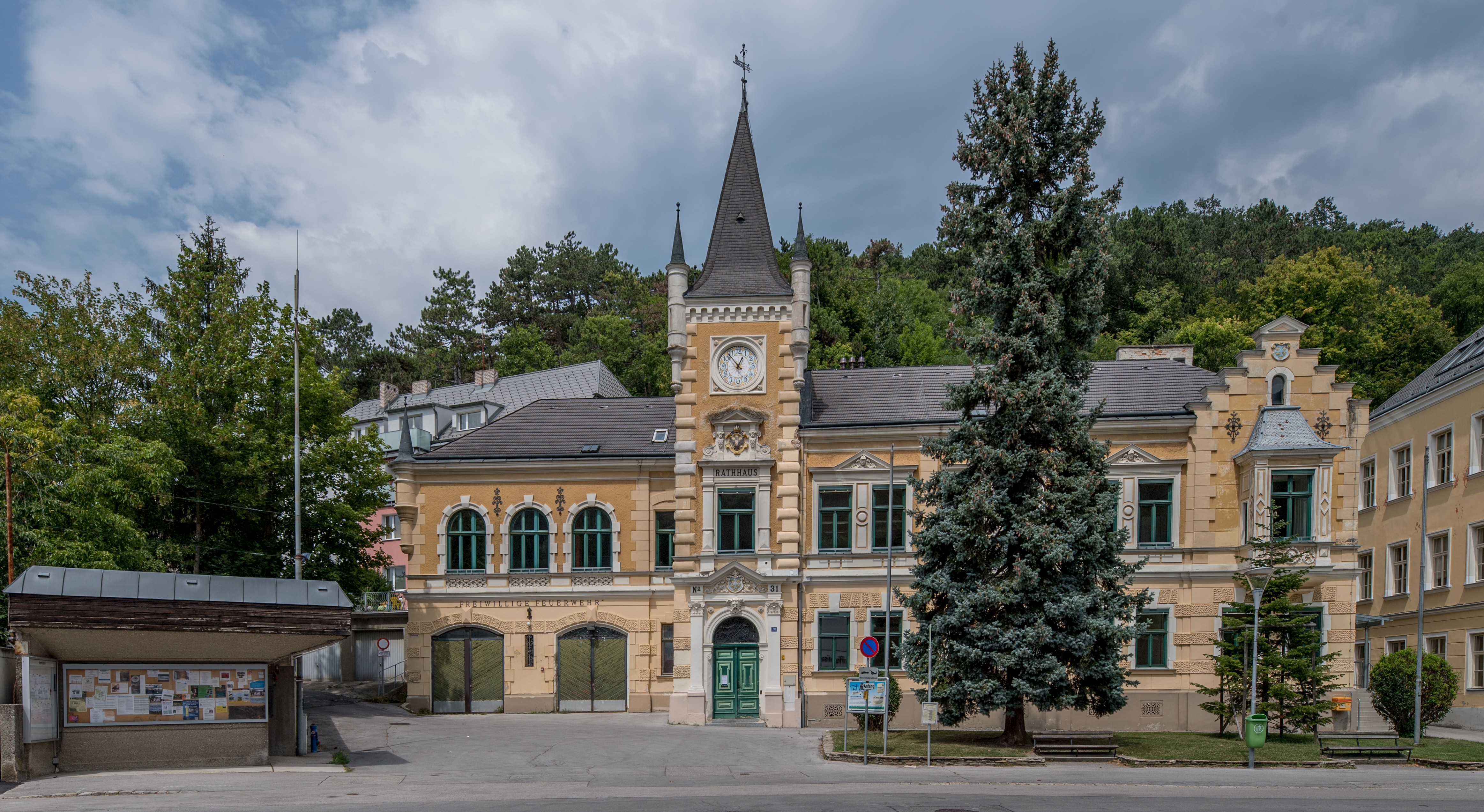
A városháza

Kaltenleutgeben a tartomány Industrieviertel régiójában fekszik, a Bécsi-erdőben, a Dürre Liesing folyó mentén, Bécstől közvetlenül délnyugatra. Területének 73,6%-a erdő, 14,3% áll mezőgazdasági művelés alatt. Az önkormányzat területe egyetlen katasztrális községből áll. 
A környező önkormányzatok: északkeletre Bécs Liesing kerülete, keletre Perchtoldsdorf, délre Hinterbrühl, nyugatra Wienerwald, északra Breitenfurt bei Wien.

## Története
Szent Jakab nevére szentelt plébániatemploma 1728–1729-ben épült, és Jakob Oeckhl barokk építész fő művei közé tartozik. A templom érdekessége, hogy Oeckhl nemcsak tervezője volt a templomnak, de az építését is finanszírozta, egy fogadalma után, amit első fia születésekor tett.
Az 1800-as években, amikor Európa-szerte nagy érdeklődés mutatkozott a ma hidroterápiának nevezett gyógymódok iránt, Kaltenleutgeben is otthont adott egy akkor ismertnek számító hidroterápiás központnak, amit Wilhelm Winternitz vezetett.
Magyar vonatkozásai  is vannak a településnek, itt hunyt el gróf Pálffy Móric császári altábornagy, császári és királyi kamarás, 1897. szeptember 14-én. A következő évben, mintegy fél éven keresztül Mark Twain író is a település lakója volt, itteni lakhelyéül a Villa Sonnhof szolgált.
A kaltenleutgebeni síturizmus 1890-ig vezethető vissza, amikor a korábban Norvégiában élő Wilhelm Bismark Samson saját építésű sáncain 15 méteres ugrásokat hajtott végre. Az első világháború előtt már működött egy sítalpkölcsönző a településen, 1952-ben pedig egy 198 méteres síliftet építettek, amely jelentős változtatások nélkül működött, egészen 2015-ös lebontásáig.
1934 júliusában a paramilitáris jobboldali Heimwehr tagjai lelőtték a szocialisták felvonulásának két zászlóvivőjét. 
Az 1938-as Anschluss után a környező községek beolvasztásával létrehozták Nagy-Bécset; Kaltenleutgeben is a főváros 25. kerületéhez került. Önállóságát 1954-ben nyerte vissza, de határait átrendezték, területének egy része Gießhüblhöz, illetve Hinterbrühlhöz került. 2012-ben 58 hektáros területcserére került sor Perchtoldsdorffal, ugyanis Tirolerhofsiedlungból nem vezetett közvetlen útvonal az önkormányzat központjához, ezért lakói egyébként is Perchtoldsdorfban intézték ügyeiket.

## Lakosság
A kaltenleutgebeni önkormányzat területén 2022 januárjában 3345 fő élt. A lakosságszám 1961 óta gyarapodó tendenciát mutat. 2020-ban az ittlakók 88,5%-a volt osztrák állampolgár; a külföldiek közül 2,6% a régi (2004 előtti), 5,1% az új EU-tagállamokból érkezett. 2,3% az egykori Jugoszlávia (Szlovénia és Horvátország nélkül) vagy Törökország, 1,4% egyéb országok polgára volt. 2001-ben a lakosok 64,7%-a római katolikusnak, 5,9% evangélikusnak, 1,3% ortodoxnak, 3,5% mohamedánnak, 21,4% pedig felekezeten kívülinek vallotta magát. Ugyanekkor a legnagyobb nemzetiségi csoportokat a németek (90,2%) mellett a törökök (2,9%), a horvátok (1,3%) és a magyarok (1,1%) alkották.
A népesség változása:

| 2016 | 3 306 |
| 2018 | 3 276 |

## Látnivalók
- a Szt. Jakab-plébániatemplom
- az 1900-ban épült városháza

## Fordítás
- Ez a szócikk részben vagy egészben  a   Kaltenleutgeben című német Wikipédia-szócikk ezen változatának fordításán alapul.  Az eredeti cikk szerkesztőit annak laptörténete sorolja fel. Ez a jelzés csupán a megfogalmazás eredetét és a szerzői jogokat jelzi, nem szolgál a cikkben szereplő információk forrásmegjelöléseként.